# Dolinka (Eslovàquia)
|  | Per a altres significats, vegeu «Dolinka». |

Dolinka és un poble i municipi d'Eslovàquia. Es troba a la regió de Banská Bystrica.

## Història
La primera menció escrita de la vila es remunta al 1260.

## Demografia
| Godina             | 1994 | 2004   | 2014   | 2024   |
| ------------------ | ---- | ------ | ------ | ------ |
| Nombre de persones | 561  | 516    | 482    | 446    |
| Diferència         |      | −8,02% | −6,58% | −7,46% |

| Godina             | 2023 | 2024   |
| ------------------ | ---- | ------ |
| Nombre de persones | 457  | 446    |
| Diferència         |      | −2,40% |